# Мариинский уезд
Мариинский уезд — административная единица в Томской губернии Российской империи и РСФСР в XIX — начале XX века. Уездный город — Мариинск.

## Административное деление
В 1913 году уезд состоял из 18 волостей:
- Алчедатская волость — с. Алчедат,
- Боготольская волость — с. Боготол,
- Больше-Барандатская волость — с. Больше-Барандатское,
- Верхне-Чебулинская волость — с. Верх-Чебула,
- Дмитриевская волость — с. Тисуль,
- Златогорская волость — с. Златогорское,
- Зырянская волость — с. Зырянское,
- Итатская волость — с. Итат,
- Колыонская волость — с. Колыон,
- Краснореченская волость — с. Краснореченское
- Мало-Песчанская волость — с. Мало-Песчанское,
- Почитанская волость — с. Почитанское,
- Сусловская волость — с. Суслово,
- Тундинская волость — с. Тунда,
- Тюменевская волость — с. Тюменево,
- Тюхтетская волость — с. Тюхтет,
- Тяжино-Вершинская волость — с. Орешково,
- Тамаринская волость.

В 1920 году входили следующие волости: Алчедатская, Большая Барандатская, Бароковская, Берчикульская, Верх-Чебулинская, Горно-Приисковая, Златогорская, Итатская, Колеульская, Колыонская, Кийская, Козеюльская, Корчуковская, Куликовская, Летяжская, Мало-Песчанская, Ново-Подзорновская, Почитанская, Рубинская, Сандайская, Сусловская, Тамаровская, Тамбаровская, Тенгулинская, Тисульская, Троицкая, Тюменевская, Тяжино-Вершинская, Тяжинская, Усть-Колбинская, Чумайская, Шестаковская.
В 1924 году уезд был разделён на 12 районов: Боготольский, Верх-Чебулинский, Зырянский, Ижморский, Итатский, Малопесчанский, Мариинский, Сусловский, Тисульский, Троицкий, Тюхтетский и Тяжинский.
.

## Население
По данным переписи 1897 года в округе проживало 137,8 тыс. чел. В том числе русские — 82,7 %; украинцы — 8,0 %; алтайцы и татары — 4,8 %; мордва — 1,4 %; евреи — 1,2 %.

## История
Мариинский округ в составе Томской губернии был образован в 1856 году при реформе административно-территориального устройства Томской губернии. В тот год в губернии упразднялся Колыванский округ на юго-западе губернии (включением его волостей в состав Каинского округа), а на востоке губернии был вновь образован, из волостей Ачинского, Красноярского, Кузнецкого и (в основном) Томского округов — Мариинский округ.
При смене наименований реформой 1898 года в Российской империи вернулись к ранее привычному слову «уезд» место введённых в 1822 году округов: территория стала называться Мариинским уездом.
Мариинский уезд был упразднён по решениям Сибревкома и ВЦИК в мае 1925 года, окончательно расформирован с августа 1925 года. 6 бывших волостей и укрупнённых волостей уезда, реорганизованные в районы, были включены в состав Томского округа Сибирского края.

### Интересная историческая особенность
На территории уезда в селе Краснореченском и других поселениях жил знаменитый старец Фёдор Кузьмич.
В 1864 году в Мариинском округе были определены на поселение немало поляков, участников восстания за отделение от Российской империи 1863—1864 гг. в Царстве Польском. Поляки оказали влияние на культурную жизнь в округе (уезде), в ряде населённых пунктов, с разрешения властей, ими были возведены католические костёлы, организованы народные библиотеки. Часть из тех репрессированных поляков в дальнейшем вернулись на родину, но многие остались. Как пример можно привести историю Антона Неверовского (1843—1876), польского ссыльного, уроженца Ольштына Краковского воеводства, отбывавшего ссылку в Мариинском округе, именем которого названа станция Неверовская на руднике Риддера (ныне город Горняк в составе Алтайского края РФ), который в 1870-х гг. смог вернуться на родину в Галицию и был похоронен в городе Львов. Потомком польских поселенцев являлась, в частности, известная советская писательница Г. Н. Николаева (Волянская).